# ブリュッヒャー (重巡洋艦)
|           | |
| 艦歴      | |
| 発注:     | 1934年10月30日 |
| 起工:     | 1935年8月15日 |
| 進水:     | 1937年6月8日 |
| 就役:     | 1939年9月20日 |
| その後:   | 1940年4月9日 沈没 |
| 性能諸元  | |
| 排水量:   | 基準：14,050 t 満載：18,200 t |
| 全長:     | 203.8 m （水線長）195.0 m |
| 全幅:     | 22.0 m |
| 喫水:     | 5.7m 基準時 7.2 m 満載時 |
| 兵装:     | 20.3cm60口径C34連装砲4基 10.5cm65口径C33連装高角砲6基 37mmC34連装機銃6基 20mmC30連装機銃8基 53.3cm3連装魚雷発射管4基              |
| 装甲:     | 舷側装甲帯 80mm 甲板 50+30mm（最大） 司令塔 150mm 砲塔 105mm（前盾）                                                              |
| 艦載機:   | Ar-196 3機 カタパルト一基 |
| 機関:     | ワグナー式高圧重油専焼缶12基 ブローム・ウント・フォス式ギヤード・タービン3基3軸 131,821 hp (98MW) = 32.8ノット(60km/h) （公試時） |
| 航続距離: | 6,800海里 (12,600 km) （20ノット(37km/h)時）                                                                                      |
| 乗員:     | 1,382～1,599名 |

ブリュッヒャー (Blücher) は、第二次世界大戦時のドイツ海軍の重巡洋艦。アドミラル・ヒッパー級重巡洋艦の2番艦。艦名はプロイセンの軍人、ゲプハルト・レベレヒト・フォン・ブリュッヒャーに因む。

## 艦歴
1934年10月30日にキールのドイチェヴェルケ社に発注され、1935年8月15日に起工。1937年6月8日に進水し、1939年9月20日に竣工した。
仮称艦名がGで、アドミラル・ヒッパーのHよりも若いことから計画時点ではブリュッヒャーのほうが先であったものと思われる。
当初はシャルンホルスト級巡洋戦艦同様の垂直形状の艦首であったが、建造途中で凌波性改善のためにアトランティックバウに改修した。
1940年1月18日、ブリュッヒャーがキールで軽巡洋艦ケルンに衝突したが、ブリュッヒャーに損傷は無かった。

### ヴェーザー演習作戦

オスロフィヨルド

1940年4月に実行されたノルウェーとデンマークへの侵攻作戦（ヴェーザー演習作戦）にブリュッヒャーも投入された。ブリュッヒャーはオスロ攻略に向かう第5グループに配属され、この部隊を指揮するオスカー・クメッツ少将が座乗した。この部隊にはブリュッヒャーのほか重巡洋艦リュッツォウ、軽巡洋艦エムデン、水雷艇アルバトロス、コンドル、メーヴェなどが含まれていた。ブリュッヒャーは第163歩兵師団の兵士など計822人を乗せ、また31トンの装備を積んだ。
4月8日3時、ブリュッヒャーはリュッツォウ、エムデン、アルバトロス、コンドル、メーヴェと共にキールから出撃した。同日夕方リュッツォウがイギリス潜水艦トライトンに雷撃されるが魚雷は命中せず、アルバトロスが爆雷攻撃を実施した。
深夜、部隊はオスロフィヨルド入り口で哨戒中であったノルウェー哨戒艇ポル3と遭遇し、アルバトロスとポル3が交戦した。一方、アルバトロス以外の艦はオスロフィヨルドへと入っていった。ラウエイ島とボレルネ島の間を通過する際、探照灯の照射や砲撃があったが部隊はそのまま北上を続けた。部隊はホルテン沖で停止し、合流したRボートへの兵員の移乗作業が行われた。それから、ホルテンなどの攻略に向かう艦艇と別れ、ブリュッヒャーはリュッツォウ、エムデン、メーヴェとRボートR18、R19を率いて北上した。
その後フィヨルド内に進入したドイツ艦隊に対して、警戒態勢を整えていたオスカシボルグ要塞（Oscarsborg Fortress）のクルップ製旧式28cm砲が砲撃を開始し、初弾がブリュッヒャーの前部砲撃指揮所に命中、前部砲塔が使用不能になった。さらに2発目が航空機格納庫に命中し、航空燃料と甲板に積載していた陸上部隊の弾薬に引火し火災が発生した。短時間の間に相次いで被弾したため、ブリュッヒャーは効果的な反撃を行うことができなかった。その間にもブリュッヒャーは沿岸からの小口径砲の砲撃が浴びせられ、艦上では火災も相まって混乱が生じた。

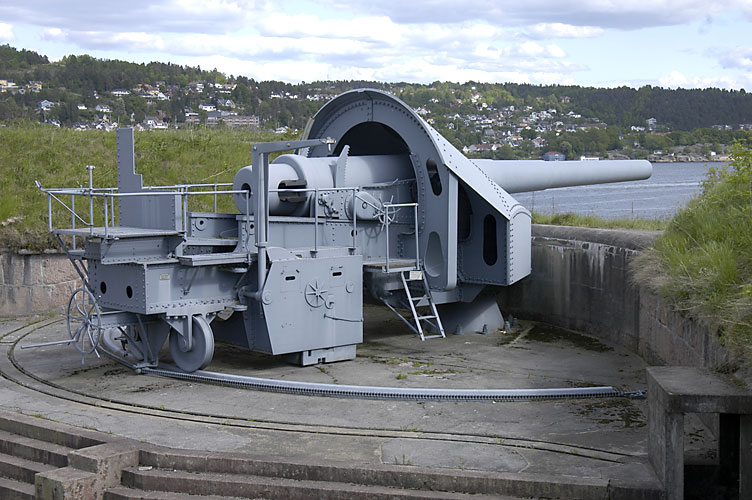
オスカシボルグの28cm砲
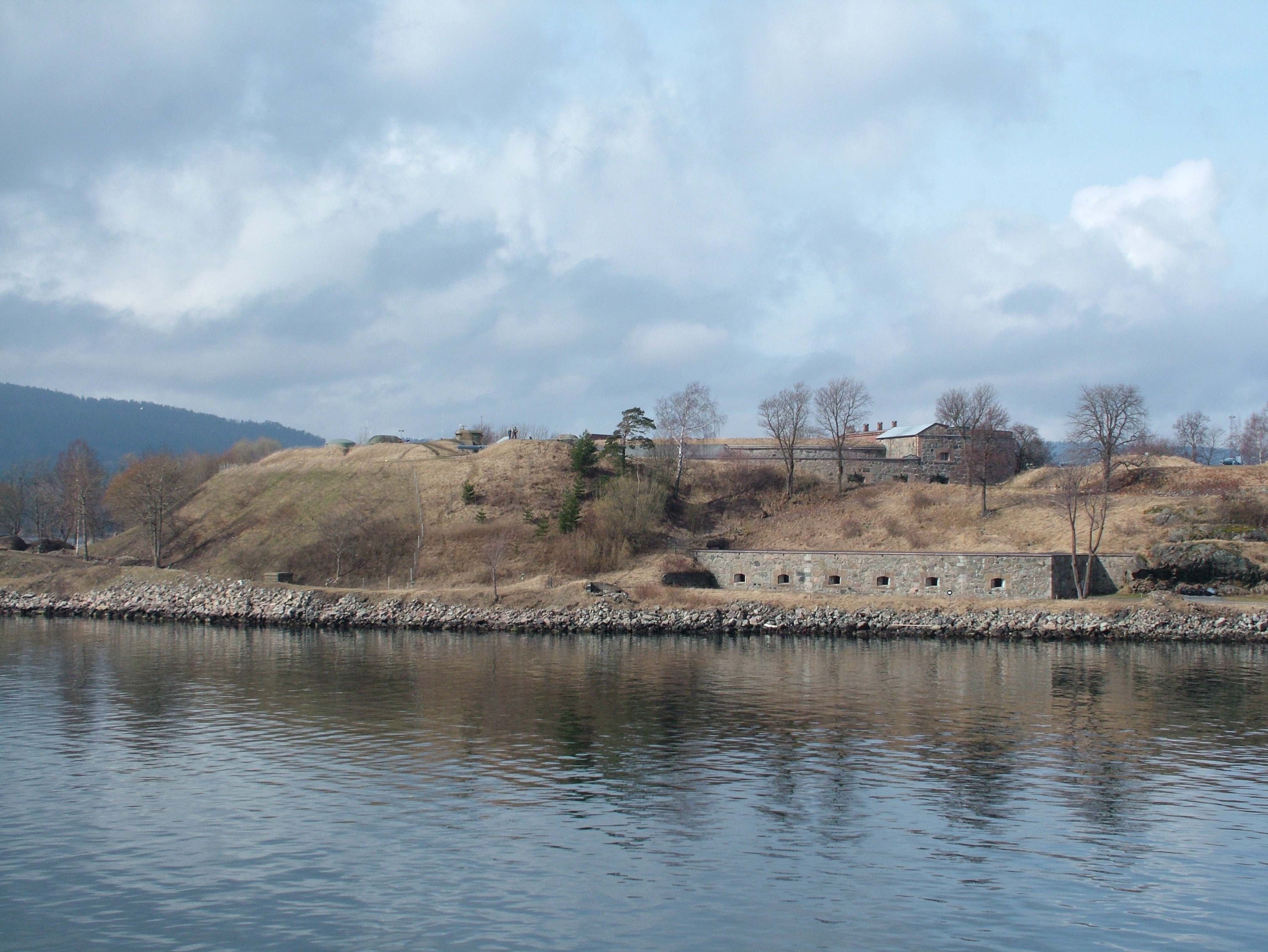
オスカシボルグ砲台の遺構

その後、ドイツ軍に存在を知られていなかったカホルム島の魚雷発射管からの魚雷攻撃を至近距離から受け、2発（1発目はA砲塔基部前部に、2発目は機関室）が命中した。被雷の影響で航行不能となったブリュッヒャーは水道内で漂流を始めた。

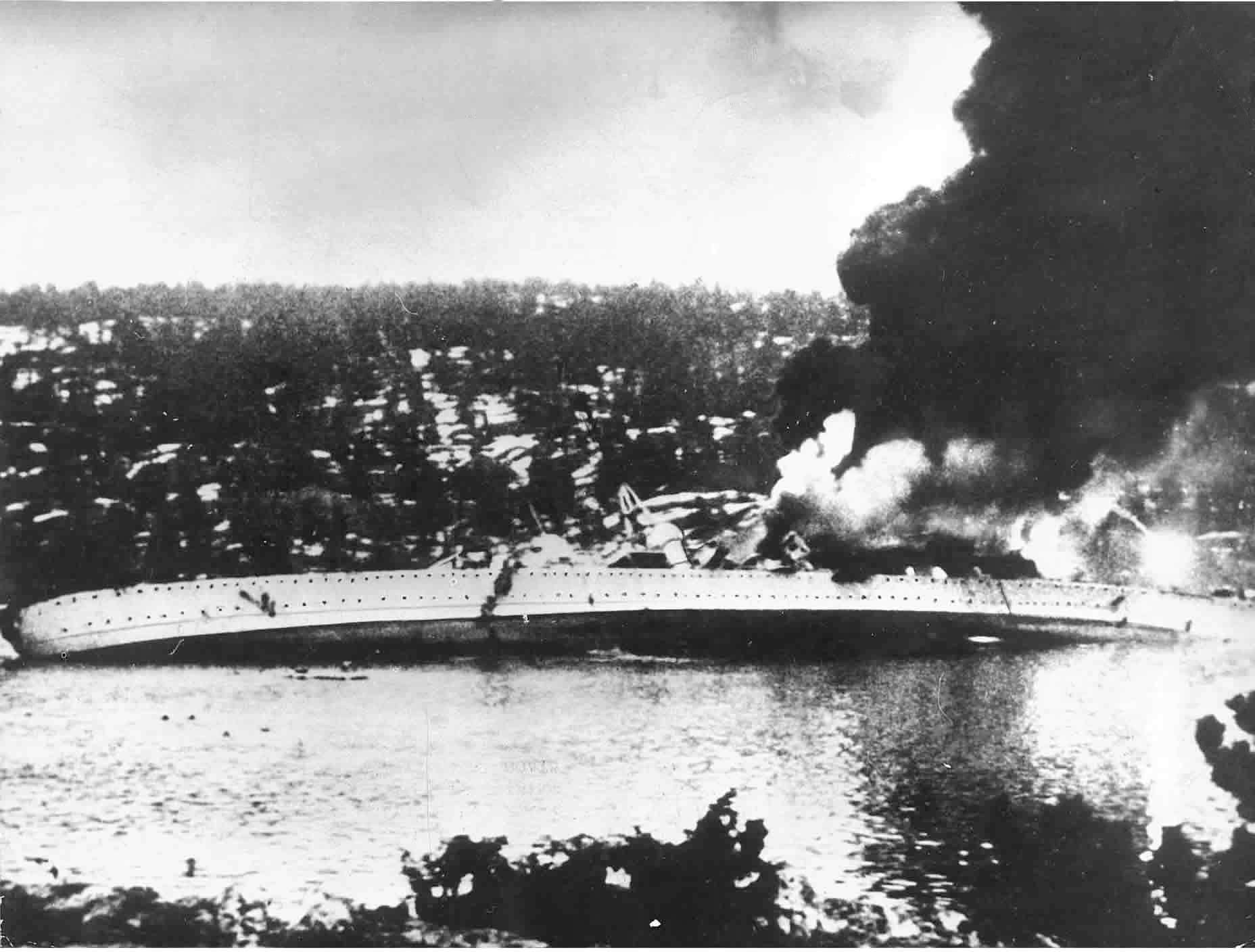
横転沈没するブリュッヒャー

この時、後続のリュッツォウにも要塞からの砲撃が3発命中し、主砲塔はA砲塔・B砲塔ともに使用不能になった(ドイツ海軍の主砲塔名は「前から順にABCD」でイギリス海軍の「前部AB,中部QR,後部XY」と異なる)。
ブリュッヒャーは岸に乗り上げるのを避けるためにオスロから6海里の地点で投錨したが、初被弾から約1時間後の06:23に転覆した後沈没した。乗船していた2,202人の上陸部隊の内、830人が艦の火災や海に溺れ戦死した。ブリュッヒャーの艦長は、泳ぐことができる水兵に対して救命胴衣を上陸部隊隊員に譲るよう命令したため、かなりの数の上陸部隊隊員が助かることとなった。しかし、この艦長は8日後、航空機事故で死亡した。
ブリュッヒャーの沈没位置はオスロフィヨルド内のオスカシボルグ要塞北方。50リットル／日ほどの重油の流出による環境問題が懸念されている。

## 歴代艦長
- ハインリッヒ・ヴォルダーク海軍大佐 （KzS Heinrich Woldag） 1939年9月20日 - 1940年4月9日

## 同型艦
- アドミラル・ヒッパー （Admiral Hipper）
- プリンツ・オイゲン （Prinz Eugen）
- ザイドリッツ （Seydlitz）
- リュッツオウ （Lützow）

## 参考図書
「世界の艦船増刊　ドイツ巡洋艦史」(海人社)